# Solanum sect. Etuberosum
Section
Solanum sect. Etuberosum est une section de plantes à fleurs du genre Solanum, sous-genre Potatoe, dans la famille des Solanaceae.
Les trois espèces qui la composent sont originaires d'Amérique du Sud (Argentine et Chili).

## Description

### Appareil végétatif
Les espèces de la section etuberosum sont des plantes herbacées, à port dressé, dont les tiges ramifiées atteignent généralement un mètre de long.
Celles-ci, de couleur verte à pourpre, sont glabres à pubescentes, couvertes parfois de trichomes glandulaires.
Ces plantes ont des rhizomes parfois ramifiés pouvant atteindre 10 cm de long et 1 cm de diamètre.
Les feuilles alternes sont composées imparipennées et peuvent atteindre 35 cm de long sur 20 cm de large. Elles comptent quatre à sept paires de folioles entre lesquelles s'insèrent des folioles secondaires.

### Fleurs et inflorescences
Les inflorescences pseudoterminales sont des panicules cymeuses comptant de douze à 65 fleurs.
Les fleurs ont un calice ayant 2,5 à 4,2 mm de long, glabre ou pubescent, composé de cinq lobes pointus de 0,2 à 2,5 mm de long. La corolle, de couleur uniforme violet à bleu-violet, parfois marquée d'une étoile blanche rayonnant depuis le centre, est de forme arrondie à pentagonale et atteint un diamètre de 17 à 30 mm.
Les anthères, lancéolées, ont de 4 à 7 mm de long. Le style mesure entre 3 et 11 mm de long. L'ovaire est sphérique.

### Fruits et graines
Les fruits sont des baies globuleuses, de couleur verte à pourpre foncé, d'un diamètre de 13 à 23 mm.
Les graines mûres à l'état frais sont entièrement blanches, ou blanches avec un point violet correspondant à l'embryon qui transparaît à travers le tégument.

## Distribution et habitat
Les espèces de la section sont originaires du Chili et d'Argentine, ainsi que de l'île Robinson Crusoe (dépendance du Chili) pour Solanum fernandezianum.
Elles croissent dans les forêts humides de feuillus, le long des cours d'eau, entre 40 et 2 500 m d'altitude.

## Systématique

### Position de la section dans la classification
La section Etuberosum est classée dans le sous-genre Potatoe du genre Solanum. Des études cladistiques, menées aussi bien au plan morphologique que moléculaire, ont permis de démontrer que la section est monophylétique.
Le cladogramme suivant indique les relations avec les sections étroitement apparentées à la section Etuberosum :
```
       ┌───── Section 
Lycopersicoides

       │
    ┌──┤  ┌── Section 
Juglandifolia

    │  └──┤
 ┌──┤     └── Section 
Lycopersicon

 │  │
─┤  └──────── Section 
Petota

 │
 └─────────── Section 
Etuberosum

Cladogramme selon Peralta-Spooner-Knapp
[
1
]
.
```

### Classification interne
La section etuberosum regroupe trois espèces.
- Solanum etuberosum Lindl.
- Solanum fernandezianum Phil.
- Solanum palustre Schltdl.